# ضریب توان
ضریب توان (به انگلیسی: power factor) یا کوسینوس فی در یک سامانه الکتریکی AC اصطلاحی است که به نسبت توان حقیقی به توان ظاهری گفته می‌شود و مقداری بین ۰ تا ۱ دارد. توان حقیقی (توان اکتیو) در واقع توانایی یک مصرف‌کننده برای تبدیل انرژی الکتریکی به دیگر شکل‌های انرژی را نشان می‌دهد در حالی که توان ظاهری در اثر وجود اختلاف بین ولتاژ و جریان پدید می‌آید. با توجه به نوع بارها و میزان توان راکتیو آن‌ها توان ظاهری می‌تواند از توان حقیقی نیز بیشتر باشد.
کم بودن ضریب توان (بزرگ بودن توان ظاهری نسبت به توان حقیقی) در یک مدار موجب بالا رفتن جریان در مدار و در نتیجه بالا رفتن تلفات در مدار می‌شود.

## بارهای پسیو (غیراکتیو)
به‌طور کلی در یک مدار AC می‌توان مصرف‌کننده‌ها را از نظر نوع مصرف انرژی الکتریکی به دو دسته تقسیم کرد:
- مصرف‌کننده‌های اکتیو (مقاومتی)
- مصرف‌کننده‌های راکتیو (خازنی یا سلفی)

انواع مختلف مصرف‌کننده‌ها در مدارهای الکتریکی رفتارهای متفاوتی از خود بروز می‌دهند؛ برای مثال مصرف‌کننده‌های اکتیو با تبدیل انرژی الکتریکی به شکل دیگری از انرژی، انرژی الکتریکی را مصرف می‌کنند. این رفتار در مصرف‌کننده‌های راکتیو کمی متفاوت است چرا که این مصرف‌کننده‌ها به جای مصرف انرژی الکتریکی این انرژی را ذخیره می‌کنند. این انرژی ذخیره شده تا زمانی در المان باقی می‌ماند که المان به وسیله یک جریان یا ولتاژ ثابت از طرف منبع، تغذیه شود. با پایان یافتن روند تغذیه، مصرف‌کننده راکتیو شروع به جبران انرژی کاسته شده می‌کند بدین صورت که انرژی ذخیره شده خود را دوباره به مدار بازمی‌گرداند. در مدارهای DC این عملکرد بارهای راکتیو تأثیر زیادی بر روی عملکرد شبکه الکتریکی نمی‌گذارد اما در یک مدار AC به علت تغییر دایم میزان انرژی وارد شده به مدار بارهای راکتیو می‌توانند موجب ایجاد اختلال در عملکرد شبکه شوند به این صورت که در آغاز هر سیکل بارهای راکتیو مانند یک مصرف‌کننده از مدار انرژی دریافت می‌کنند و این انرژی را تا لحظه ماکسیمم یا پیک موج در خود نگاه می‌دارند. با کاهش یافتن روند تغذیه بار، این بار انرژی ذخیره شده خود را - که با توجه به نوع بار می‌تواند به صورت ولتاژ یا جریان باشد – به مدار بازمی‌گرداند این بازگشت انرژی تأثیرات خاصی را در مدار به دنبال خواهد داشت که به آن‌ها خواهیم پرداخت.

## ضریب توان

شکل‌موج جریان، ولتاژ، توان و توان متوسط در ضریب توان 1

شکل‌موج جریان، ولتاژ، توان و توان متوسط در ضریب توان 0

شکل‌موج جریان، ولتاژ، توان و توان متوسط در ضریب توان تقریبی 0.7

در یک مدار کاملاً مقاومتی شکل‌موج جریان و ولتاژ با هم هم‌زمان هستند (یعنی در یک زمان صفر و ماکسیمم می‌شوند). حال اگر در مدار بار راکتیوی مانند خازن یا القاگر وجود داشته باشد انرژی ذخیره شده در این نوع بارها باعث به وجود آمدن اختلاف بین شکل‌موج ولتاژ و جریان می‌شود. این انرژی ذخیره شده به  منبع، باز خواهد گشت در حالی که تأثیر مثبتی در عملکرد بار نخواهد داشت. به این ترتیب یک مدار با ضریب توان پایین در مقایسه با یک مدار با ضریب توان بالا نیازمند جریان بیشتری برای ایجاد مقدار ثابتی از توان حقیقی است.
مدارهایی که شامل مصرف‌کننده‌های کاملاً مقاومتی هستند (مانند لامپ‌های رشته‌ای، بخاری‌های برقی، اجاق‌های برقی و ...) ضریب توانی برابر ۱ دارند در حالی که در مدارهایی که دارای بارهای راکتیو هستند (مانند خازن‌ها، موتورها، ترانسفورماتورها و...) ضریب توان کمتر از یک است. ضریب توان صفر در یک مدار بدین معناست که تمام بار مدار به صورت راکتیو است و در هر سیکل انرژی ذخیره شده در بار به منبع باز می‌گردد در حالی که زمانیکه ضریب توان ۱ است تمام انرژی فرستاده شده به وسیله منبع در بار مصرف می‌شود. ضریب توان یک بار با توجه به جهت زاویه بین جریان و ولتاژ می‌تواند پیش‌فاز یا پس‌فاز باشد. برای نشان دادن جهت این زاویه از علامت منفی یا مثبت نیز استفاده می‌شود.
در بارهای القایی مانند موتورهای الکتریکی یا ترانسفورماتورها شکل‌موج جریان عقب‌تر از ولتاژ است در حالی که این مورد در بارهای خازنی مانند بانک‌های خازنی یا کابل‌های زیر زمینی درست برعکس است به این ترتیب که شکل‌موج جریان از شکل‌موج ولتاژ جلوتر است. با این حال هر دو نوع این بارها انرژی را در خود ذخیره می‌کنند با این تفاوت که در بارهای القایی انرژی به صورت میدان مغناطیسی و در بارهای خازنی انرژی به صورت میدان الکترواستاتیکی ذخیره می‌شود.
اهمیت میزان ضریب توان در یک مدار به هزینه‌های مربوط به آن بازمی‌گردد. در بسیاری از کشورها مصرف‌کننده‌هایی که میزان ضریب توان آن‌ها از میزان استاندارد (این استاندارد برای بیشتر مصرف‌کننده‌ها مقداری بین ۰٫۹ تا ۰٫۹۵ است) کمتر باشد جریمه می‌شوند. همچنین در مدارهای پر مصرف ضریب توان پایین موجب افزایش جریان در هادی‌ها شده و هزینه‌های مربوط به انتخاب هادی را افزایش می‌دهد این جریان اضافی موجب کاهش طول عمر تجهیزات تأمین‌کننده و توزیع‌کننده انرژی الکتریکی نیز می‌شود.

## محاسبه
توان AC جاری در یک مصرف‌کننده سه بعد دارد:
- ۱) توان حقیقی: که با P نمایش داده می‌شود و واحد آن وات (Watt) است.
- ۲) توان ظاهری: که با S نمایش داده می‌شود و واحد آن ولت-آمپر (Volt-Ampere) است.
- ۳) توان راکتیو: که با Q نمایش داده می‌شود و واحد آن ولت-آمپر راکتیو (reactive volt-ampere) است.

حال میزان ضریب توان را می‌توان از فرمول زیر به دست آورد:
{\displaystyle Powerfactor={\frac {P}{S}}}
در صورتی که شکل‌موج‌ها کاملاً سینوسی باشند، P ،Q و S می‌توانند سه ضلع یک مثلث در نظر گرفته شوند و به این ترتیب می‌توان به چنین نسبتی در بین توان‌ها دست یافت:
{\displaystyle S^{2}\,\!={P^{2}\,\!}+{Q^{2}\,\!}}
در صورتی که {\displaystyle \phi \,} را زاویه بین جریان و ولتاژ در نظر بگیریم، آنگاه برای به دست آوردن ضریب توان یا {\displaystyle \left|\cos \phi \right|} خواهیم داشت:
{\displaystyle P=S\left|\cos \phi \right|}

## اصلاح ضریب توان
اصلاح ضریب توان یک تکنیک است که برای خنثی کردن آثار منفی بارهای راکتیو در یک شبکه AC به کار می‌رود. در این تکنیک با استفاده از بارهای راکتیوی با ضریب توان برعکس بار وارد شده به شبکه (برای مثال استفاده از خازن برای خنثی سازی تأثیرات القاگرها در شبکه) اقدام به اصلاح ضریب توان یا نزدیک کردن هرچه بیشتر ضریب توان به عدد ۱ می‌کنند.
تجهیزات مورد استفاده در فرایند اصلاح ضریب توان عبارت‌اند از:
- بارهای خازنی: از اینگونه بارها برای خنثی سازی تأثیرات بارهای القایی بر روی مدار استفاده می‌شود. از آنجایی که بارهای القایی سهم عمده‌ای از بارها در صنایع را شامل می‌شوند در بیشتر موارد اصلاح ضریب توان با استفاده از اینگونه بارها همراه است. از جمله بارهای معمول مورد استفاده به صورت بار خازنی می‌توان به بانک‌های خازنی یا موتورهای سنکرون پرتحریک اشاره کرد.
- بارهای القایی: این گونه بارها برای خنثی سازی تأثیرات بارهای خازنی (که معمولاً شامل کابل‌های زیر زمینی می‌شوند) در مدار به کار می‌رود. از این گونه اصلاح کننده‌های ضریب توان در سطح کوچک و تنها در پست‌ها استفاده می‌شود.

## اندازه‌گیری ضریب توان
ضریب توان در یک مدار تک فاز (یا یک مدار سه فاز متعادل) را می‌توان از روش وات‌متر- آمپرمتر- ولت‌متر اندازگیری کرد. به این ترتیب که توان به دست آمده به صورت وات (توان حقیقی) را بر حاصل ضرب ولتاژ و جریان (توان ظاهری) تقسیم می‌کنیم. نسبت به دست آمده در واقع میزان ضریب توان بار است. البته ضریب توان در یک مدار سه فاز نامتعادل را نمی‌توان به این روش اندازه‌گیری کرد.
برای اندازه‌گیری ضریب توان می‌توان از یک دستگاه اندازه‌گیری مستقیم ضریب توان نیز استفاده کرد. نوع آنالوگ این دستگاه از دو قاب گردان الکترودینامیکی تشکیل شده‌است. این دو قاب گردان به صورت موازی به مدار متصل شده‌اند. اگر این دو قاب را A و B بنامیم در سر راه قاب A یک مقاومت و در سر راه قاب B یک القاگر قرار داده شده‌است به این ترتیب جریان در قاب B نسبت به قاب A با تأخیر همراه است. در حالتی که ضریب توان ۱ باشد جریان در قاب A با جریان مدار هم زاویه است و بنابراین گشتاور بیشینه در قاب A به وجود می‌آید و میزان ضریب توان را حداکثر مشخص می‌کند بنابراین ۱ بودن ضریب توان مشخص خواهد شد. در ضریب توان صفر، جریان جاری در قاب B با جریان مدار هم زاویه است و بنابراین گشتاور بیشینه در این قاب به وجود خواهد آمد که نشان دهنده مینیمم بودن ضریب توان است. در ضریب توان‌های بین این دو مقدار دستگاه اندازه‌گیری با توجه به نسبت گشتاور در دو قاب میزان ضریب توان را مشخص می‌کند.
نوع دیگری از دستگاه‌های اندازه‌گیری مستقیم ضریب توان دستگاه‌های دیجیتال هستند. این دستگاه‌ها با اندازه‌گیری میزان اختلاف زمانی بین شکل‌موج جریان و ولتاژ یا اندازه‌گیری میزان توان ظاهری و توان حقیقی میزان ضریب توان را تشخیص می‌دهند. روش اول - یعنی اندازه‌گیری میزان اختلاف بین جریان و ولتاژ - تنها در صورتی قابل استفاده است که شکل‌موج جریان و ولتاژ کاملاً سینوسی باشد. در بارهایی مانند یکسوکننده‌ها استفاده از این روش میزان درست ضریب توان را اندازه‌گیری نخواهد کرد.